# Dragan Kokotović
Dragan Kokotović (srbskou cyrilicí Драган Кокотовић; 1. března 1953, Bělehrad, SFR Jugoslávie) je bývalý jugoslávský fotbalista srbské národnosti.
Většinu hráčské kariéry strávil v klubu FK Rad v jugoslávské první lize, poslední tři sezóny kariéry hrál v Řecku za PAS Giannina.
Po skončení hráčské kariéry se stal trenérem, vedl řadu řeckých klubů, např. PAS Giannina, PAOK FC, Panserraikos FC, Atromitos Athény a další týmy. Vedl i čínský klub Guangdong FC.